# Trnovo (Bosnien und Herzegowina)

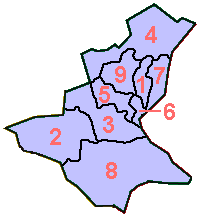
Nr. 8 auf der Karte des
Kantons Sarajevo

Trnovo (serbokroatisch-kyrillisch Трново) ist ein Ort im Osten von Bosnien und Herzegowina. Die gleichnamige Einheitsgemeinde wurde 1995 durch die im Vertrag von Dayton festgelegte Entitätengrenze in mehrere Teile getrennt. Während der nördliche und südliche Gemeindeteil heute zur Gemeinde Trnovo (RS) in der Republika Srpska gehören, bildet der mittlere Teil die Gemeinde Trnovo (FBiH) im Kanton Sarajevo. Der Ort Trnovo selbst ist ebenfalls zwischen den beiden Entitäten aufgeteilt.
Der Ortsname kommt vom serbokroatischen Wort trnov ‚dornig‘.

## Geografie
Der Ort Trnovo liegt im Talkessel der Željeznica zwischen den Höhenzügen der Jahorina im Osten, der Treskavica im Süden und der Bjelašnica im Westen auf 800 bis 850 m Höhe. Die Gemeinde erstreckt sich von 600 bis 1700 m Höhe. Teile des nördlichen Gemeindegebiets gehören zum Nationalpark Jahorina.
Die Gemeinde Trnovo (RS) besteht aus zwei räumlich getrennten Gemeindeteilen. Der nördliche Gemeindeteil rund um die Orte Jablanica und Kijevo sowie der südliche Gemeindeteil um Trnovo werden durch den etwa 6 km breiten Gebietskorridor der Föderation voneinander getrennt. Der Korridor stellt die Verbindung zwischen Goražde und dem Rest der Föderation dar.
Der nördliche Gemeindeteil grenzt an die Gemeinden Istočna Ilidža (Ost-Ilidža) und Istočno Novo Sarajevo (Ost-Neu-Sarajevo) im Norden, Pale im Osten und Trnovo (FBiH) im Süden. Der südliche Gemeindeteil grenzt an Trnovo (FBiH) im Norden und Kalinovik im Süden.
An die Gemeinde Trnovo (FBiH) grenzen Trnovo (RS) im Norden und Süden, Pale im Nordosten, Foča-Ustikolina im äußersten Osten, Konjic im Südwesten sowie Ilidža und Hadžići im Nordwesten.

### Gemeindegliederung
Zur Gemeinde Trnovo (RS) gehören die Siedlungen Bogatići, Grab, Jablanica, Kijevo, Klanac, Milje, Podivič, Rajski Do, Tošići, Teile von Trnovo, Turovi, Ulobići und Vrbovnik. Die restlichen 50 Siedlungen zählen zur Gemeinde Trnovo (FBiH).

## Bevölkerung
Zur Volkszählung von 1991 hatte die gesamte Gemeinde Trnovo (6 Dorfgemeinschaften) 6.991 Einwohner; davon waren 4.790 (68,81 %) Bosniaken und 2.059 (29,45 %) Serben.
Zur Volkszählung 2013 lebten in der Gemeinde Trnovo (RS) 2.192 und in der Föderationsgemeinde 1.830 Einwohner.

## Geschichte

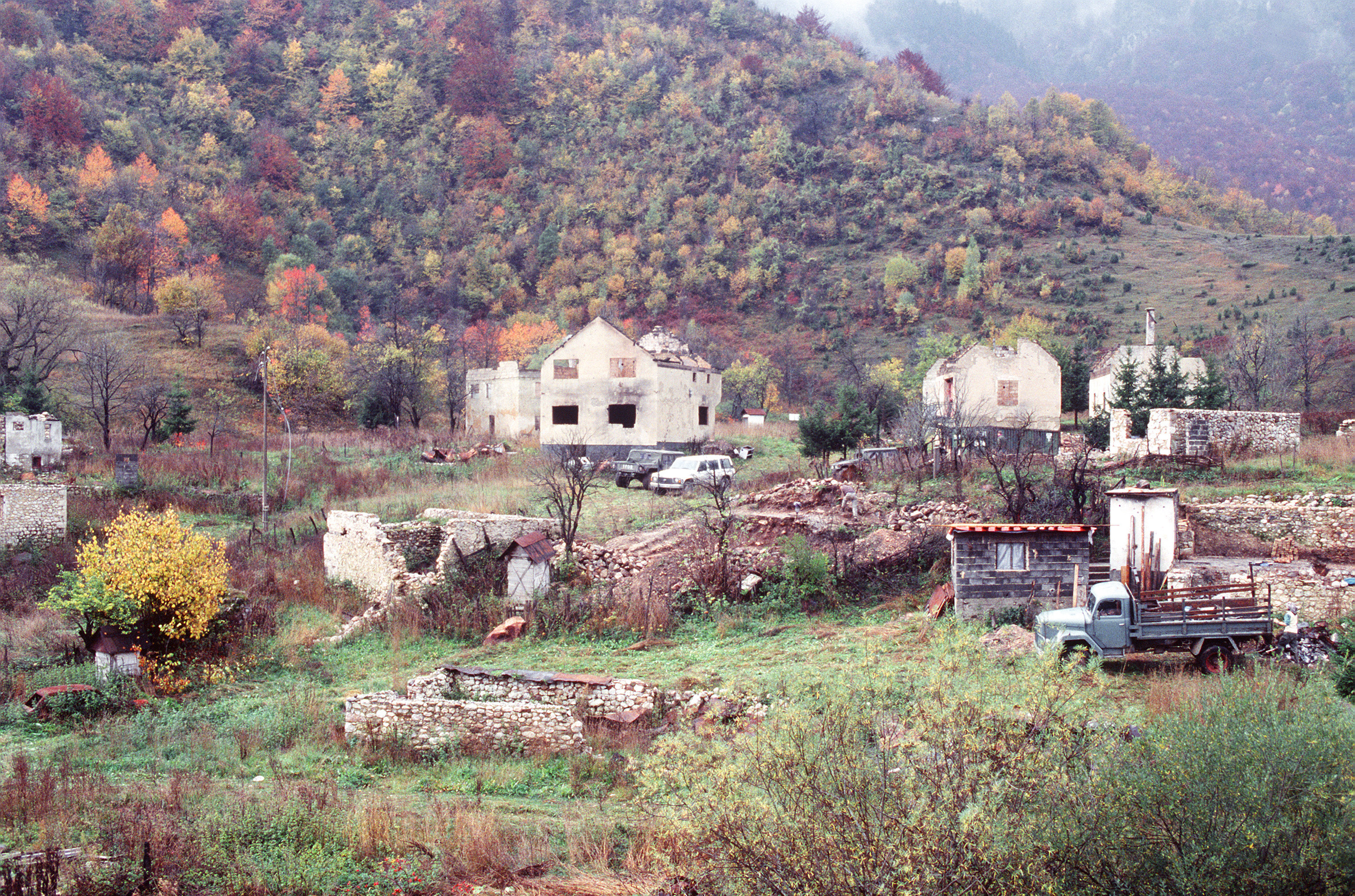
Zerstörte Wohnhäuser in Trnovo im Oktober 1996

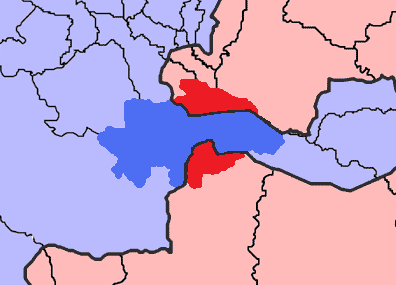
Die administrative Aufteilung von Trnovo: blau=FBiH, rot=RS

Während des Bosnienkrieges war das Gebiet der Gemeinde Trnovo hart umkämpft. Einerseits nutzte die Armee der Republika Srpska während der Belagerung von Sarajevo die von Süden kommende M18 als Nachschubroute für ihre Truppen in den Hauptkampfgebieten auf dem Igman und der Jahorina; andererseits bedeutete die Vorherrschaft über das Tal von Trnovo die Kontrolle des südlichen Zuganges nach Sarajevo.
Von Mai bis Juli 1992 hielt die VRS den Ort, bevor er nach schweren Kämpfen durch die ARBiH eingenommen wurde. Im Sommer 1993 konnten die serbischen Streitkräfte Teile wieder zurückerobern. Nach Kriegsende waren alle Orte im Gemeindegebiet weitgehend zerstört.

## Wirtschaft

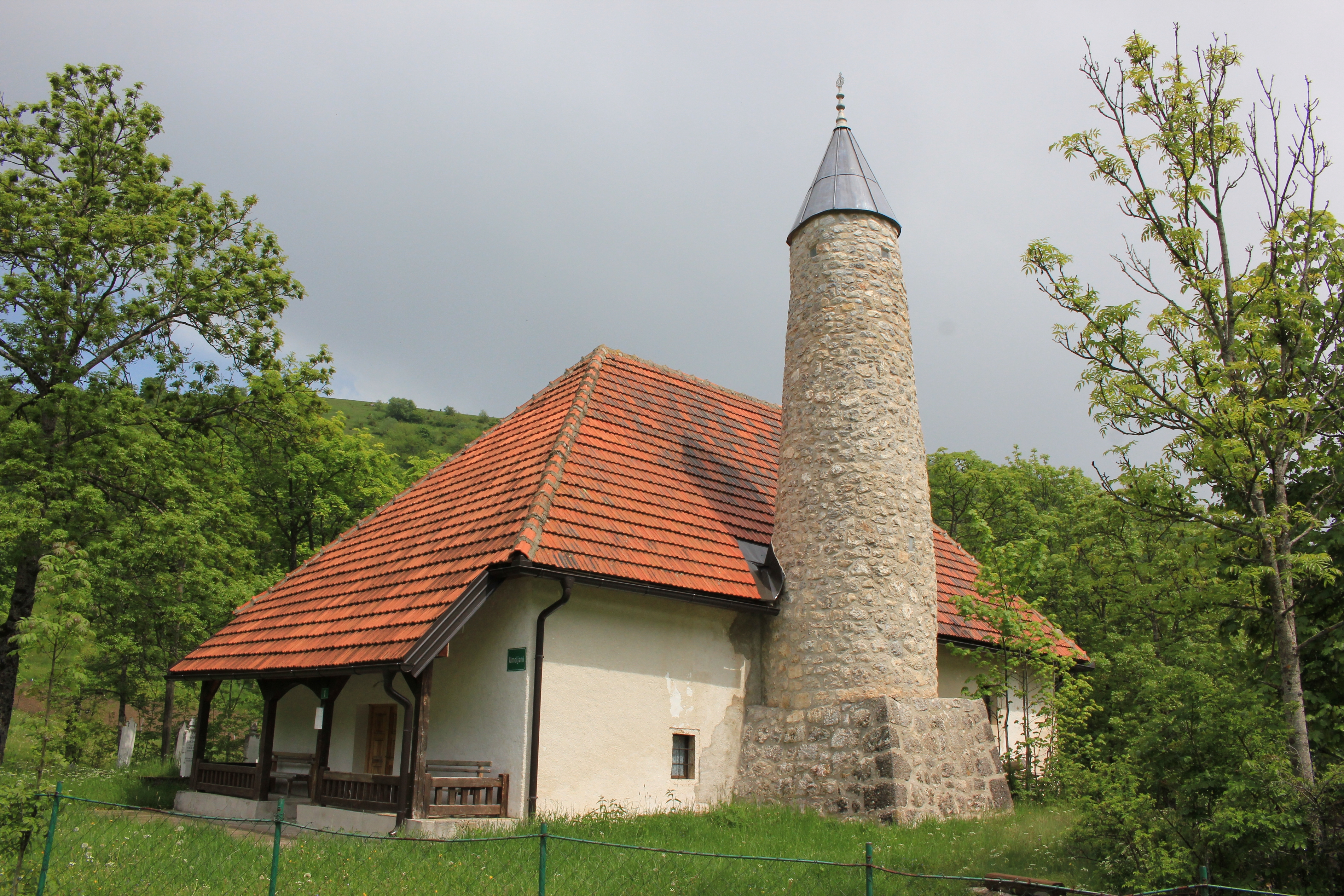
Moschee in Umoljani, nationales Kulturdenkmal

Industrie spielt in der waldreichen, gebirgigen Gegend südlich von Sarajevo traditionell keine große Rolle. Die wichtigsten Wirtschaftszweige waren vor dem Krieg Forstwirtschaft und Holzverarbeitung. Viele Einwohner pendelten täglich nach Sarajevo.

### Verkehr
Trnovo befindet sich an der Fernstraße M18 etwa 35 km südlich von Sarajevo und 50 km westlich von Foča. An der südlichen Gemeindegrenze überquert die Straße den 1161 m hohen Rogoj-Pass. Der Flughafen Sarajevo ist 25 km von Trnovo entfernt.

## Kulturdenkmale
In der Gemeinde Trnovo sind als Nationale Kulturdenkmale anerkannt die alte Moschee von Umoljani sowie sechs mittelalterliche Nekropolen mit Stećci in Delijaš, Prečani, Ledići und Umoljani.